# Charles Dodds
Edward Charles Dodds (13 octobre 1899 - 16 décembre 1973) est un biochimiste britannique,.

## Vie privée
Il est né à Liverpool en 1899, le seul enfant de Ralph Edward Dodds, un détaillant de chaussures, et de Jane Pack. La famille déménage rapidement à Leeds, puis à Darlington, puis à Chesham, Bucks, où il fréquente la Harrow County School. De là, il entre à la Middlesex Hospital Medical School de Londres en 1916, passe un an dans l'armée en 1917 et obtient les diplômes MRCS et LRCP en 1921.
Il est décédé à Sussex Square à Paddington, Londres, le 16 décembre 1973.

## Carrière
En 1924, il est nommé à la nouvelle chaire de biochimie de l'université de Londres, qui est créée au Bland Sutton Institute of Pathology du Middlesex. Trois ans plus tard, il est nommé directeur du Courtauld Institute of Biochemistry récemment achevé et conserve ces deux postes jusqu'à sa retraite quarante ans plus tard. Ses intérêts scientifiques sont vastes et variés; il a un intérêt continu pour le problème du cancer et de la recherche sur ses causes, et est une autorité en matière d'alimentation et de régime alimentaire et consacre également du temps et de l'énergie aux problèmes des rhumatismes. Il fournit des installations et donne des conseils et des encouragements à de jeunes collègues dans des travaux tels que l'immunopathologie, la chimie des stéroïdes, la cytochimie et les travaux qui conduisent à la découverte de l'aldostérone.
Il est nommé membre (quatrième classe) de l'ordre royal de Victoria lors de l'anniversaire de 1929.
En 1940, Dodds reçoit le prix Cameron de thérapeutique de l'Université d'Édimbourg. L'année suivante, en 1941, il est élu membre de la Royal Society of Edinburgh avec comme proposants Francis Albert Eley Crew (en), Alan William Greenwood (en), James Kendall et Guy Frederic Marrian (en).
En 1942, il est élu membre de la Royal Society dont il est ensuite vice-président. Il fait partie du Royal College of Physicians pendant quelques années en tant que bibliothécaire de Harveian et en 1962 est élu président, le premier à occuper le poste qui en étant basé en laboratoire et non engagé dans la pratique clinique. Au cours de son mandat de président, il est investi comme chevalier dans l'ordre de Saint-Jean de Jérusalem (K.St.J.). Il est fait chevalier en 1954, et crée baronnet Dodds de West Chiltington dans le comté de Sussex le 10 février 1964.